# Società Ginnastica Gallaratese 1943-1944
Questa voce raccoglie le informazioni riguardanti la Società Ginnastica Gallaratese nelle competizioni ufficiali della stagione 1943-1944.

## Rosa
| N. |                   | Ruolo | Calciatore        |
| -- | ----------------- | ----- | ----------------- |
|    | Italia (bandiera) | A     | Ugo Argentieri    |
|    | Italia (bandiera) | A     | Italo Bardelli    |
|    | Italia (bandiera) | C     | Mario Bergamaschi |
|    | Italia (bandiera) | A     | Bonifacio         |
|    | Italia (bandiera) | A     | Romeo Brusorio    |
|    | Italia (bandiera) | A     | Cantici (II)      |
|    | Italia (bandiera) | P     | Fernando Casirago |
|    | Italia (bandiera) | A     | Antonio Checchi   |
|    | Italia (bandiera) | A     | Cobianchi         |
|    | Italia (bandiera) | D     | Fabio Del Bianco  |
|    | Italia (bandiera) | A     | Dugini            |
|    | Italia (bandiera) | C     | Camillo Dusio     |

| N. |                   | Ruolo | Calciatore              |
| -- | ----------------- | ----- | ----------------------- |
|    | Italia (bandiera) | C     | Erminio Filippini       |
|    | Italia (bandiera) | C     | C. Franchini            |
|    | Italia (bandiera) | D     | Renzo Gardini (II)      |
|    | Italia (bandiera) | A     | Gardini (I)             |
|    | Italia (bandiera) | C     | Rino Lattuada           |
|    | Italia (bandiera) | A     | Mario Lovetti           |
|    | Italia (bandiera) | A     | Palma                   |
|    | Italia (bandiera) | D     | Franco Pedroni          |
|    | Italia (bandiera) | D     | Angelo Simontacchi (II) |
|    | Italia (bandiera) | C     | Tamburini               |
|    | Italia (bandiera) | C     | Danilo Venturi          |